# Badister dilatatus
Badister dilatatus – gatunek chrząszcza z rodziny biegaczowatych i podrodziny dzierowatych.

## Taksonomia
Gatunek ten opisany został po raz pierwszy w 1837 roku przez Maximiliena Chaudoira na łamach „Bulletin de la Société Impériale des Naturalistes de Moscou”.

## Morfologia
Chrząszcz o wydłużonym ciele długości od 5 do 6 mm. Głowa jest szersza niż dłuższa, ciemnobrązowoczarna do czarnej, włącznie z czułkami i głaszczkami. Warga górna jest na przedniej krawędzi ostro, V-kształtnie wycięta. Aparat gębowy ma żuwaczki o wyraźnie przed szczytem zakrzywionych krawędziach zewnętrznych, niesymetryczne, lewa ma wykrojoną krawędź wewnętrzną, natomiast prawa nie ma wykrojenia na krawędzi zewnętrzno-grzbietowej. Ostatni człon głaszczków szczękowych jest spiczasty. Przedplecze jest ciemnobrązowoczarne do czarnego z żółtobrązowo obwiedzionymi krawędziami bocznymi, dłuższe i słabiej ku tyłowi zwężone niż u dreptacza bagiennego i B. collaris, o tylnych kątach całkowicie zaokrąglonych. Pokrywy są ciemnobrązowoczarne do czarnych z żółtobrązowym szwem, a niekiedy także ze słabo widocznymi żółtobrązowymi plamkami barkowymi. Za tarczką znajduje się wcisk głębszy niż u dreptacza bagiennego i B. collaris. Międzyrzędy są gładkie. Powierzchnie pokryw mają po jednym chetoporze (punkcie szczecinkowym) przytarczkowym i od jednego do trzech (zwykle po dwa) chetoporów dyskalnych. Skrzydła tylnej pary są w pełni wykształcone. Spód ciała z epipleurami włącznie jest brązowoczarny do czarnego. Odnóża także są ciemne.

## Ekologia i występowanie
Owad rozmieszczony na nizinach. Zamieszkuje stanowiska od wilgotnych po podmokłe, o różnym stopniu zacienienia, w tym mokradła i porośnięte roślinnością pobrzeża wód stojących, od kałuż po jeziora. Bytuje zwykle pod opadłym listowiem i wśród mchów. Często współwystępuje z podobnym dreptaczem bagiennym.
Gatunek palearktyczny. W Europie znany jest z Azorów, Hiszpanii, Irlandii, Wielkiej Brytanii, Francji, Belgii, Holandii, Niemiec, Szwajcarii, Austrii, Włoch, Danii, Szwecji, Norwegii, Finlandii, Estonii, Łotwy, Litwy, Polski, Czech, Słowacji, Węgier, Białorusi, Ukrainy, Mołdawii, Rumunii, Bułgarii, Słowenii, Chorwacji, Bośni i Hercegowiny, Serbii, Czarnogóry, Albanii, Grecji oraz europejskiej części Rosji. W Azji podawany jest z syberyjskiej części Rosji, anatolijskiej części Turcji, Gruzji, Armenii, Syrii i Kazachstanu. Na wschód dociera do Bajkału.